# لزک کوسدوفسکی
لزک کوسدوفسکی (انگلیسی: Leszek Kosedowski؛ زادهٔ ۲۵ مهٔ ۱۹۵۴) بوکسور اهل لهستان است.